# Chapelle Notre-Dame de Kerdroguen
Pour les articles homonymes, voir Chapelle Notre-Dame.
La chapelle Notre-Dame de Kerdroguen  est située  au lieu-dit «Kerdroguen», à Colpo dans le Morbihan.

## Historique
La chapelle fait l’objet d’une inscription au titre des monuments historiques depuis le 19 novembre 1946.

## Architecture
Chapelle rectangulaire, entourée d'un banc extérieur.
La porte sud date est décorée de motifs Renaissance. 
Le clocheton de pierre s'élève sur le pignon occidental.
Les rampants des pignons sont décorés de crochets, de choux et d'animaux.
Les contreforts sont amortis de pinacles Renaissance. 
le cadran solaire sur l’une des façades porte la date de 1599, une cloche, la date de 1583 et la sablière intérieure celle de 1605.

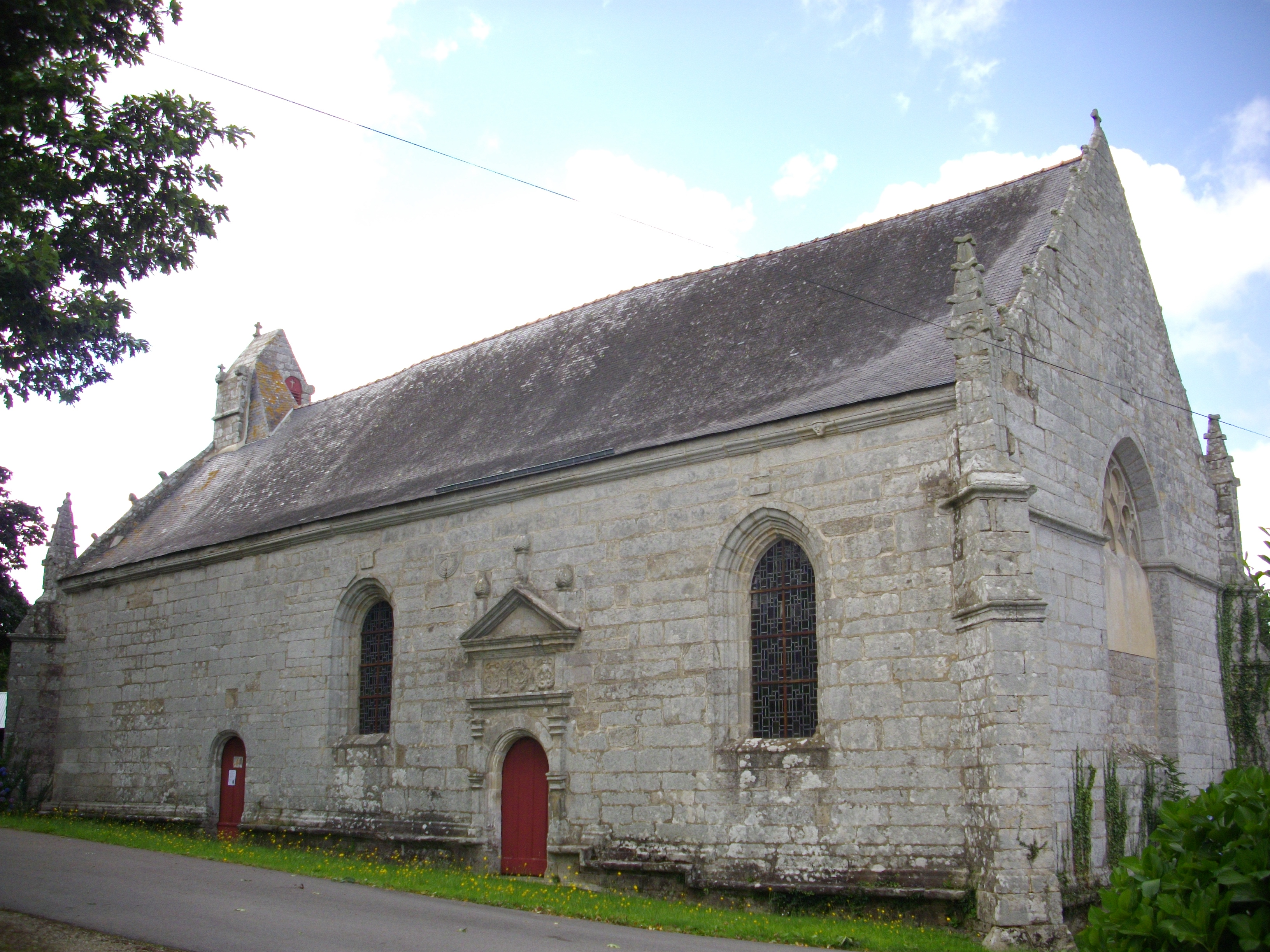
Flanc sud de la chapelle.
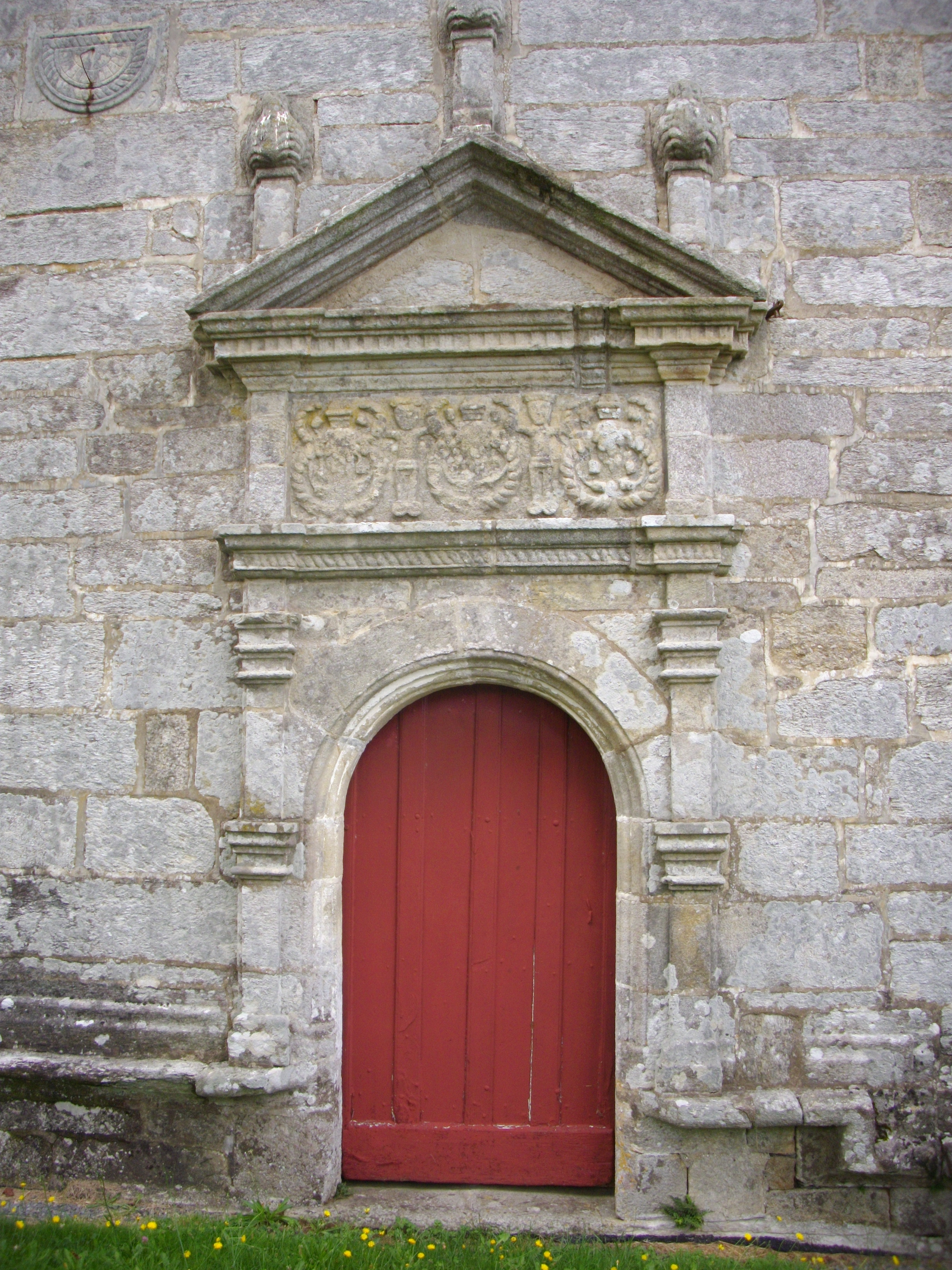
Porte Sud.
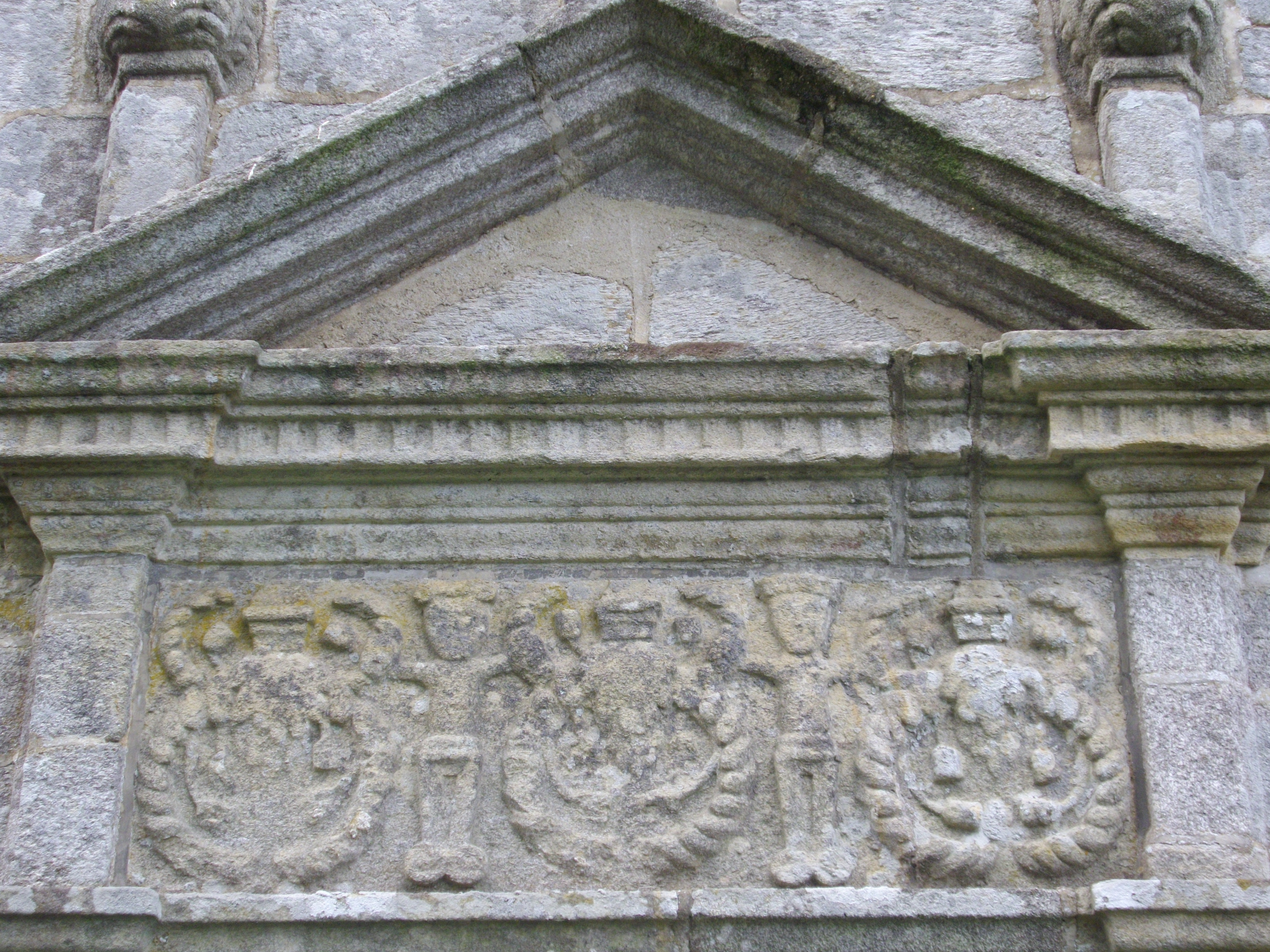
Fronton de la porte sud.

## Mobilier
Le retable-lambris date du XIXe siècle et a été restauré en 2000. 
Sa pause a entraîné la condamnation de la grande baie du chevet. 
On y trouve une Vierge à l'Enfant, en bois polychrome, du XVIIe siècle.